# Parafia św. Wawrzyńca w Gryźlinach
Parafia świętego Wawrzyńca w Gryźlinach – parafia rzymskokatolicka znajdująca się w archidiecezji warmińskiej, w dekanacie Olsztynek.